# Mohammad Ali
Mohammad Ali (Urdu محمد علی) eigentlich Shahenshah-e-Jazbaat (* 20. Juli 1931 in Rampur, Britisch-Indien; † 19. März 2006 in Lahore, Pakistan) war ein pakistanischer Filmschauspieler.
Durch seine über 100 Auftritte in Urdu-Filmen wurde Ali zum „Lion of Lollywood“. Fast drei Jahrzehnte überzeugte er durch seine schauspielerische Vielseitigkeit, seine Baritonstimme und seine große Persönlichkeit. Seine erste Rolle war ein Schurke; in seinen späteren Jahren spielte er Charakterrollen in Filmen, welche täglich in verschiedenen Hallen Pakistans vor großem Publikum gezeigt wurden.

## Leben
Ali, Sohn einer religiösen Mittelklassenfamilie, wanderte in die pakistanische Stadt Multan aus, um seine Ausbildung dort zu beenden. In den frühen fünfziger Jahren zog er nach Hyderabad. 1956 begann er seine Arbeit bei Radio Pakistan, wo ihn seine markante Stimme und sein perfektes Urdu zu einer lokalen Berühmtheit machten. Ali war auch an klassischer Urdu-Poesie interessiert, vor allem an Ghalib, einem bekannten Dichter des 19. Jahrhunderts, dessen Gedichte er auf Symposien präsentierte.
1962 engagierte ihn Filmproduzent Fazal Ahmed Karim Fazli als Schurken in Chirag Jalta Raha (The Flame Continued to Burn) an der Seite von Zeba, welche Ali 1968 heiratete, und deren Tochter Samina aus einer früheren Beziehung er adoptierte. Weitere Schurkenrollen spielte er in Bahadur (Brave), Dal mein kala (Something Fishy) und Dil ne tujhe maan liya (My Heart has Accepted You), bevor er die Hauptrollen in Shararat (Mischief) und Khamosh Raho (Keep Quiet, 1964) spielte.

## Filmografie (Auswahl)
- 1971: Kommissar X jagt die roten Tiger